# Connor Leong
Liang Jingkang (chino: 梁靖康; pinyin: Liáng Jìng Kāng; nació el 4 de enero de 1994) conocido como Connor Leong, es un actor y modelo chino, conocido por haber interpretado a Feng Meizuo en la serie Meteor Garden.

## Biografía
Leong nació el 4 de enero de 1994 en Shenzhen, Provincia de Guangdong en China. 
Actualmente Leong tiene 28 años en 2022. 
Asistió al Instituto de Ingeniería del Software en el sur de China, en la Universidad de Guangzhou. Durante la universidad comenzó a modelar y filmar anuncios.'

## Carrera

### 2016–2017: comienzos
En 2016, Leong debutó como actor en la serie de comedia histórica Huang Fei Hong, donde interpretó el papel de Gong Ting. Luego protagonizó el cortometraje Night Poet. El mismo año, Leong fue elegido como cliente en la adaptación cinematográfica china de Midnight Diner dirigida por Tony Leung Ka-fai.
En 2017, Leong protagonizó la película romántica de fantasía Cat Lover. Leong también participó en el programa de variedades Youku Super Idol, presentado por He Jiong. El mismo año, fue elegido por Angie Chai en el papel de Meizuo en la adaptación de 2018 de Meteor Garden. En noviembre del 2017 apareció en una sesión fotográfica para "Harper's Bazaar China" junto a Dylan Wang, Darren Chen y Caesar Wu. 
En enero del 2018 apareció en una sesión fotográfica para "Elle China" junto a Shen Yue, Dylan Wang, Darren Chen y Caesar Wu.
Leong saltó a la fama con su papel de Feng MeiZuo en la serie de televisión Meteor Garden (流星花园) de 2018, donde interpretó a Mei Zuo, un joven adinerado, hasta el final de la serie el 29 de agosto del mismo año. La serie fue un remake de la serie taiwanesa con el mismo nombre Meteor Garden y basado en la serie japonesa de manga shōjo Boys Over Flowers (花 よ り 男子 Hana Yori Dango) escrita por Yoko Kamio.
En 2019 apareció en Another Me, un drama de televisión basado en la película Soul Mate (2016) donde interpretó al hermano menor de la protagonista femenina. 
Ese mismo año fue elegido para la película de comedia juvenil Run For Young, así como para el drama deportivo juvenil Never Stand Still.

## Filmografía

### Películas
| Año  | Nombre en Inglés | Nombre Chino   | Personaje | Notas        |
| ---- | ---------------- | -------------- | --------- | ------------ |
| 2016 | Night Poet       | 夜的诗人       | Ye Yi     | Cortometraje |
| 2017 | Cat Lover        | 猫妖传奇       | Jiang Zhe |              |
| 2019 | Midnight Diner   | 深夜食堂       | Qiu Fan   |              |
| 2019 | Run for Young    | 疯犬少年的天空 |           |              |

### Series de televisión
| Año   | Nombre en Inglés                | Nombre chino         | Personaje   | Notas              |
| ----- | ------------------------------- | -------------------- | ----------- | ------------------ |
| 2017  | Huang Fei Hong                  | 国士无双黄飞鸿       | Gong Ting   |                    |
| 2018  | Meteor Garden                   | 流星花园             | Feng Meizuo | 49 episodios       |
| 2019  | Another Me                      | 七月与安生           | Jiu Yue     | Aparición especial |
| 2019  | Never Stand Still: Side By Side | 极限S: 羽你同行      | Ping An     |                    |
| 2020  | My Love, Enlighten Me           | 暖暖请多指教         | Han Chu     | 24 episodios       |
| 2021- | A Robot in the Orange Orchard   | 你好呀，我的橘子恋人 |             | [ 1 ]              |

### Programas de variedades
| Año              | Título     | Notas                  |
| ---------------- | ---------- | ---------------------- |
| 2018, 2019, 2020 | Happy Camp | 9 episodios - invitado |
| 2017             | Super Idol | Concursante -          |

### Revistas / sesiones fotográficas
En noviembre del 2017, apareció en una sesión fotográfica para "Harper's Bazaar China" junto a Dylan Wang, Darren Chen y Caesar Wu.
En enero de 2018, apareció en una sesión fotográfica para "Elle China" junto a Dylan Wang, Shen Yue, Darren Chen, Caesar Wu.
| Año  | Título                | Notas                                                 |
| ---- | --------------------- | ----------------------------------------------------- |
| 2020 | Our Street Style      | junto a Fan Shiran                                    |
| 2020 | Neufmode Style        | junto a Wang Ruichang                                 |
| 2019 | NEArt                 | junto a Shen Yue, Dylan Wang, Darren Chen y Caesar Wu |
| 2018 | ELLE China            | junto a Dylan Wang, Shen Yue, Darren Chen y Caesar Wu |
| 2017 | Harper's Bazaar China | junto a Dylan Wang, Darren Chen y Caesar Wu           |

### Eventos
| Año  | Actividad                                    | Notas |
| ---- | -------------------------------------------- | --- |
| 2020 | Hunan TV New Year Concert 2021               | interpretó "Meteor Rain" - junto a Dylan Wang, Darren Chen y Caesar Wu                                                                  |
| 2020 | Bilibili 2020 Beautiful Nigjt Countdown Gala | (interpretó la canción principal de Run For Young) - junto a Peng Yuchang, Zhang Jingyi, Zhou Yiran, Zhang Youhao, Guo Cheng y Zhou You |
| 2019 | Taokaenoi Brand Event                        | junto a Dylan Wang, Darren Chen y Caesar Wu                                                                                             |
| 2018 | ICONSIAM’s Grand Opening Ceremony!           | junto a Dylan Wang, Darren Chen y Caesar Wu                                                                                             |

## Discografía
| Año  | Nombre en Inglés               | Nombre Chino | Álbum                  | Notas                                       |
| ---- | ------------------------------ | ------------ | ---------------------- | ------------------------------------------- |
| 2018 | "For You"                      | N/A          | OST de "Meteor Garden" | junto a Dylan Wang, Darren Chen y Caesar Wu |
| 2018 | "Creating Memories"            | 创造回忆     | OST de "Meteor Garden" | junto a Dylan Wang, Darren Chen y Caesar Wu |
| 2018 | "Never Would’ve Thought Of"    | 从来没想到   | OST de "Meteor Garden" | junto a Dylan Wang, Darren Chen y Caesar Wu |
| 2018 | "Star Counting Shooting Stars" | 星星数流星   | OST de "Meteor Garden" |                                             |